# Program liber cu sursă deschisă

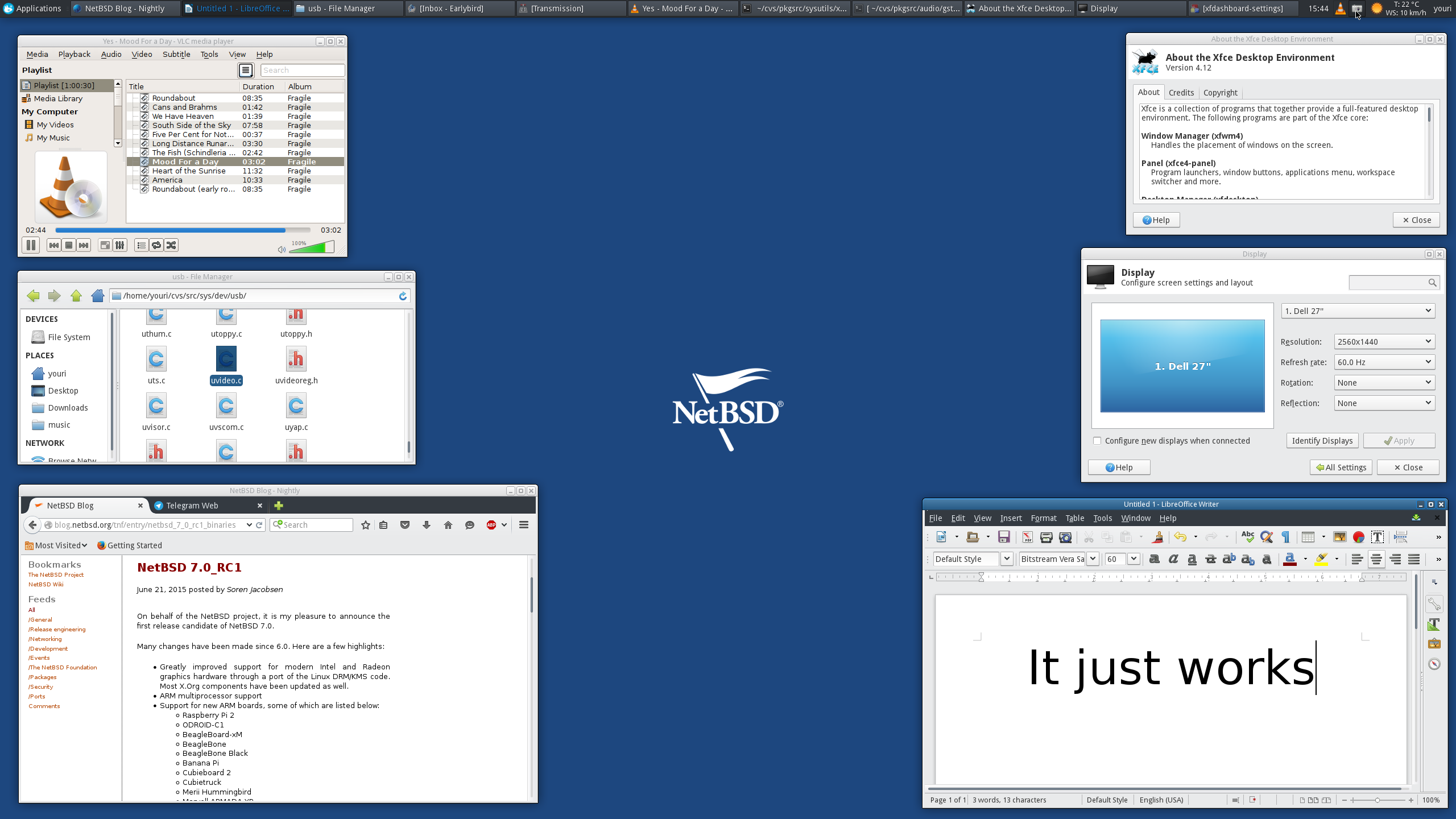
O captură de ecran al programelor libere cu sursă deschisă (FOSS): NetBSD rulând mediul desktop Xfce, Firefox, LibreOffice și VLC media player

Software-ul liber cu sursă deschisă (abreviat FOSS din engleză Free and open-source software) este un program distribuit sub o licență care oferă utilizatorilor dreptul de a folosi, modifica și distribui programul (modificat sau nu) gratuit pentru toată lumea. FOSS este un termen general care include atât software-ul liber, cât și software-ul open source. Acesta este opus la softoware-ului cu proprietar, care are licențe restrictive sau cod sursă secret.
Precursorul istoric al FOSS a fost ecosistemul de software aflat în domeniul public din anii 1960-1980, utilizat de pasionați și mediul academic. Sistemele de operare libere și open-source, precum distribuțiile Linux și descendenții BSD, sunt utilizate pe scară largă, alimentând milioane de servere, desktopuri, smartphone-uri și alte dispozitive. Licențele pentru software liber și open-source au fost adoptate de multe pachete software.
Motivele utilizării FOSS includ reducerea costurilor software, securitate sporită împotriva malware-ului, stabilitate, confidențialitate, oportunități educaționale și oferirea utilizatorilor unui control mai mare asupra propriului hardware.

## Program Liber
The Free Software Definition a fost scrisă de Richard Stallman și publicată de Free Software Foundation (FSF). Aceasta definește software-ul liber ca fiind un software care asigură că utilizatorii au libertatea de a folosi, studia, învăța, partajarea și modificarea acestui software.
Definiția modernă a software-ului liber se bazează pe faptul că utilizatorul are următoarele patru libertăți:
- Libertatea de a rula programul așa cum dorește, pentru orice scop (libertatea 0).
- Libertatea de a studia cum funcționează programul și de a-l modifica pentru a-l adapta nevoilor proprii (libertatea 1). Accesul la codul sursă este necesar pentru acest lucru.
- Libertatea de a redistribui copii ale programului pentru a ajuta pe alții (libertatea 2).
- Libertatea de a distribui versiuni modificate ale programului (libertatea 3). Astfel, întreaga comunitate poate beneficia de îmbunătățirile aduse. Accesul la codul sursă este necesar pentru acest lucru.

## Program Open-Source
Accesul la codul sursă nu este suficient pentru ca un software să fie considerat „open-source”. Definiția Open Source impune respectarea a zece criterii:
1. Redistribuire liberă.
2. Codul sursă trebuie să fie accesibil, iar licența trebuie să permită redistribuirea sa sub formă de cod sursă, nu doar ca fișier binar. Pentru a modifica software-ul, accesul la codul sursă este necesar.
3. Modificările și lucrările derivate trebuie permise și redistribuirea lor trebuie să fie posibilă sub aceleași condiții ca produsul open-source inițial.
4. Licența poate cere ca software-ul original să fie distribuit intact, dar modificările trebuie să poată fi oferite sub formă de patch-uri fără restricții.
5. Fără discriminare între utilizatori.
6. Fără discriminare între tipurile de utilizare, inclusiv utilizarea comercială.
7. Oricine primește o copie a programului trebuie să aibă toate drepturile open-source.
8. Licența trebuie să acopere tot codul, nu doar un anumit produs sau distribuție.
9. Nu trebuie să existe restricții asupra altor software-uri distribuite împreună cu acesta.
10. Neutralitate tehnologică. Licența nu trebuie să limiteze utilizarea pe o anumită tehnologie. De exemplu, o licență care impune acceptarea printr-un click nu este liberă, deoarece nu permite distribuirea programului și sub formă tipărită.

## Adopție de către instituțiile publice
Utilizarea software-ului liber în locul software-ului proprietar poate oferi instituțiilor un control mai bun asupra tehnologiei informației.
| Țară                       | Descriere |
| -------------------------- | --- |
| Uniunea Europeană          | În 2017, Comisia Europeană a afirmat că „instituțiile UE ar trebui să devină utilizatori de software open source, chiar mai mult decât sunt deja” și a enumerat software-ul open source ca unul dintre cele nouă factori principali de inovare, alături de big data, mobilitate, cloud computing și internetul obiectelor.                                              |
| Uniunea Europeană          | În 2020, Comisia Europeană a adoptat Strategia sa Open Source 2020-2023,[96] inclusiv încurajarea partajării și reutilizării software-ului și publicarea codului sursă al Comisiei ca obiective cheie. Printre acțiunile concrete se numără și înființarea unui Birou de Program Open Source în 2020 și în 2022 a lansat propriul depozit FOSS https://code.europa.eu/. |
| Uniunea Europeană          | În 2021, a fost adoptată Decizia Comisiei privind licențierea open source și reutilizarea software-ului Comisiei (2021/C 495 I/01), conform căreia, ca principiu general, Comisia Europeană poate elibera software sub licența EUPL sau altă licență FOSS, dacă este mai adecvată. Există însă și excepții.                                                             |
| Uniunea Europeană          | În mai 2022, Grupul de experți privind interoperabilitatea serviciilor publice europene a publicat 27 de recomandări pentru a întări interoperabilitatea administrațiilor publice din întreaga UE. Aceste recomandări urmează să fie luate în considerare mai târziu în același an în propunerea Comisiei pentru „Legea Interoperabilității Europene”.                  |
| Austria                    | Viena a migrat de la Microsoft Office 2000 la OpenOffice.org și de la Microsoft Windows XP la Linux. |
| Italia                     | Ministerul Apărării din Italia a început în 2015 tranziția către LibreOffice și OpenDocument Format pentru 150.000 de stații de lucru, devenind al doilea cel mai mare utilizator de LibreOffice din Europa. Până în 2016, 6.000 de stații de lucru fuseseră deja migrate.                                                                                              |
| Franța                     | Începând cu iunie 2007, Adunarea Națională a Franței avea planuri de migrare către Linux, OpenOffice.org și Firefox. |
| Franța                     | În martie 2009, Jandarmeria Națională a anunțat că va trece complet la Ubuntu până în 2015. Jandarmeria a adoptat OpenOffice.org, Firefox și Thunderbird. |
| Franța                     | În septembrie 2012, prim-ministrul Franței a emis recomandări privind utilizarea software-ului open-source în administrația publică. |
| Franța                     | În 2018, a fost implementată o rețea Matrix administrată de stat. |
| Germania                   | În 2002, orașul Schwäbisch Hall a migrat 400 de stații de lucru la Linux pentru a reduce costurile. |
| Germania                   | Între 2003 și 2013, în orașul München, 15.000 de calculatoare și laptopuri au fost convertite la un sistem bazat pe Debian numit LiMux, iar până la finalul proiectului peste 80% dintre computere rulau Linux. În 2017, s-a planificat revenirea la Windows 10, dar în 2020 s-a decis din nou tranziția către Linux.                                                   |
| Germania                   | În 2018, poliția germană a înlocuit WhatsApp cu Moka, un fork al aplicației Conversations. |
| Germania                   | În 2020, forțele armate germane au început să folosească Matrix pentru comunicațiile interne, dezvoltând propria aplicație bazată pe Element. |
| Germania                   | În 2022, Germania a lansat Open CoDe, un forum FOSS național. |
| Germania                   | În aprilie 2024, statul Schleswig-Holstein a anunțat migrarea administrației publice la sisteme open-source pentru 30.000 de angajați, incluzând Linux, ODF, LibreOffice, Thunderbird și Nextcloud. Primele etape ale migrării, cum ar fi exportul PDF și îmbunătățirea accesibilității în LibreOffice, au fost deja implementate până la sfârșitul anului 2024.        |
| Statele Unite ale Americii | În februarie 2009, site-ul web al Casei Albe a fost migrat pe servere Linux, utilizând Drupal pentru gestionarea conținutului. |
| Statele Unite ale Americii | În august 2016, guvernul federal al SUA a emis o politică care impune ca cel puțin 20% din codul-sursă dezvoltat pentru agențiile federale să fie open-source. |
| Statele Unite ale Americii | Un site https://code.gov/ oferă instrumente online, practici și scheme pentru agențiile guvernamentale să pună în aplicare politica open-source. |
| Portugalia                 | În 2000, municipalitatea Vieira do Minho a început tranziția către software open-source. |
| România                    | România a implementat IOSSPL, un program gratuit și open-source pentru a fi utilizat în bibliotecile publice. |
| Spania                     | În 2017, orașul Barcelona a început migrarea sistemelor informatice de la Windows la Linux. |
| Brazilia                   | În 2006, guvernul brazilian a subvenționat achiziția de calculatoare ieftine cu Linux pentru comunitățile defavorizate prin scutiri de taxe. |
| Ecuador                    | În aprilie 2008, Ecuator a adoptat Decretul 1014, care prevedea migrarea sectorului public către software liber. |
| India                      | În 2001, guvernul statului Kerala a introdus o politică IT oficială de susținere a software-ului open-source. |
| India                      | În 2009, a fost înființat Centrul Internațional pentru Software Liber și Open Source (ICFOSS). |
| India                      | În martie 2015, guvernul indian a emis o politică oficială pentru adoptarea software-ului open-source. |
| Iordania                   | În 2010, guvernul Iordaniei a încheiat un parteneriat cu compania americană Actian pentru promovarea software-ului open-source, începând cu sistemele universitare. |
| Malaysia                   | Programul „Malaysian Public Sector Open Source Software” a fost lansat pentru a economisi milioane de dolari pe licențele software proprietare, având rezultate semnificative până în 2008. |
| Peru                       | În 2005, guvernul peruan a votat pentru adoptarea software-ului open-source în toate instituțiile publice. Această decizie a fost fundamentată pe protejarea pilonilor democrației și a statului de drept. |

## Programe FOSS

### Inteligență Artificială
- OpenCog - inteligență artificială generală
- DeepSeek - model de inteligență artificială lansat pe 20 ianuarie 2025
- DRBX - model lingvistic
- GPT-J - model lingvistic cu 6 miliarde de parametrii
- GPT-1, GPT-2 - modele lingvistice de la OpenAI lansate sub licența MIT (iunie 2018, noiembrie 2019)
- BERT, XLNet, T5 - modele lingvistice mari de la Google lansate sub licența Apache 2.0 (octombrie 2018, iunie 2019, 2019
- AForge.NET - viziune computerizată care folosește .NET Framework
- OpenCV - viziune computerizată care folosește C++
- Robot Operating System - software pentru roboți
- Webots - simulator pentru roboți

### Tehnologie de asistență
- CMU Sphinx - orogram de recunoaștere vocală de la Universitatea Carnegie Mellon
- Emacspeak - interfață pentru audio
- ESpeak - program de sinteză vocală în engleză
- Festival Speech Synthesis System - program de sinteza vocală multilingv
- Modular Audio Recognition Framework - procesare voce, audio, vorbire prin procesarea limbajului natural
- NonVisual Desktop Access - cititor de ecran pentru Windows
- Text2Speech - program Text-to-Speech
- Dasher - introducere text fără tastatură
- Orca - pentru persoanele care sunt nevăzătoare sau cu deficiențe de vedere
- Virtual Magnifying Glass - instrument de mărire a ecranului

### Proiectare asistată de calculator (CAD)
- FreeCAD - 3D pentru inginerie mecaniă, BIM și design de produs
- LibreCAD - 2D CAD pentru interfață
- SolveSpace - 2D și 3D
- BRL-CAD - o geometrie solidă constructivă (CSG)
- OpenSCAD
- Open Cascade Technology
- Blender
- Wings 3D
- Art of Illusion
- MeshLab
- MakeHuman
- Sweet Home 3D